# Tình yêu bên bờ vực thẳm
Tình yêu bên bờ vực thẳm là một phim võ hiệp do Hải Ninh đạo diễn, xuất phẩm năm 1992 tại Hà Nội.

## Lịch sử
Truyện phim phóng tác từ tiểu thuyết Đỉnh non thần của tác giả Lan Khai, nhà Tân Dân xuất bản năm 1941.

## Nội dung
Bối cảnh những năm Hàm Nghi, bờ Tây sông Gấm địa phận châu Đại Man sừng sững một tòa thành nằm trên cái gò hình phẩm oản. Ở đó, thủ lĩnh Ma Vạn Thắng xưng "cô" từ lâu. Thắng xuất thân hèn mạt, vốn là tùy tướng đại vương Hà Văn Nhị, nhưng rồi giết chủ và phóng hỏa tàn sát con cái họ Hà. Thắng gá nghĩa với vợ Hà thủ lĩnh là Yến Xuân, lần hồi cả hai dựng được cơ đồ ở dải dất phía Tây sông Gấm, không ai địch nổi. Triều đình đã ở thế chẳng đặng đừng, phải phong Ma Vạn Thắng làm thủ lĩnh châu Đại Man. Vạn Thắng ung dung làm bá một phương, để mặc hai họ Hà và Hoàng thù nghịch nhau mà suy yếu dần.
- Phần 1:

Phim mở đầu với cảnh vợ chồng Ma thủ lĩnh định chém chết thầy mo Ké So vì dám đặt về chế giễu cuộc hôn nhân "đẫm máu" của Vạn Thắng và Yến Xuân. Họ Ma quyết định tha cho Ké So vì cũng có chút công trạng nhưng đuổi y khỏi trại. Ké So tức tối bèn chạy theo họ Hoàng, dẫn một toán người họ Hoàng đi bắt cóc con gái Ma thủ lĩnh. Vừa hay tiểu thư họ Ma là nàng Nhạn cùng con hầu đang tắm suối, thấy có kẻ lạ bèn tuốt kiếm xông ra cự. Khi Nhạn vừa thất thế thì từ đâu có tráng đinh chạy ra ứng cứu. Nhạn bèn đưa tráng đinh về thành để Ma thủ lĩnh thăm hỏi và đền ơn. Yến Xuân nhác trông tráng đinh thì tái cả mặt mày.
Đúng lúc đó, toán quân họ Hoàng đem thầy mo Ké So vào thành xin yết kiến Ma Vạn Thắng. Bọn này dâng thư của Hoàng tướng quân cầu hôn con gái Ma thủ lĩnh, viện cớ tuy tuổi cao, đã có chính thất, mà chẳng được mụn giai nào. Vạn Thắng ra hiệu cho lính gô cổ Ké So ra chém đầu vì tội phản nghịch, còn Yến Xuân sai dọn tiệc khoản đãi sứ bộ họ Hoàng, lại cho người bưng cái đầu Ké So đầy máu vào giữa tiệc để thị uy.
Nghe tráng đinh xưng danh Tuyết Hận, Ma Vạn Thắng có ý dung nạp làm thuộc tướng vì thấy chàng có võ nghệ cao cường. Lúc Tuyết Hận cáo từ, Vạn Thắng sai thuộc hạ bám theo. Tuyết Hận từ chỗ quyến luyến đến dần nảy sinh tình cảm với nàng Nhạn, hai người bắt đầu quấn lấy nhau chẳng chịu rời.
- Phần 2:

Hóa ra Tuyết Hận cùng chú là Hà Văn Tam ẩn dật trong rừng sâu tự tấm bé. Năm xưa cha chàng là Hà Văn Nhị bị Ma Vạn Thắng bội phản rồi cắt đầu, bản thân Tuyết Hận may được chú cứu khỏi đám cháy, cái tên cũng do người chú đặt cho, như để nhắc nhở mối thù truyền kiếp của dòng họ. Như thế, Tuyết Hận chính là giọt máu rơi của thủ lĩnh phu nhân Yến Xuân.
Khi thế lực đã đủ mạnh, Văn Tam trao thanh bảo kiếm của Văn Nhị truyền cho Tuyết Hận, bảo chàng cất quân tiến đánh thành Đại Man, lại ngầm sai con mình là Tựu Nghĩa đem một toán dũng binh đi bắt vợ chồng Ma Vạn Thắng. Trong lúc đôi bên hỗn chiến thì Ma Vạn Thắng đang ốm liệt giường, Tuyết Hận gặp Nhạn trong đám loạn quân nhưng vẫn ra sức bảo bọc nàng. Vạn Thắng may mắn được thuộc hạ kịp đem đi lánh, còn Yến Xuân bị bắt giam. Trong ngục, Yến Xuân nhận ra Tuyết Hận đúng là con mình. Vì chút mủi lòng, Tuyết Hận để mẹ trốn đi. Tạm dẹp thế lực họ Ma, Hà Văn Tam lên làm thủ lĩnh châu Ngân Bình.
Vì hành động cứu mẹ, Tuyết Hận bị chú khiển trách và bắt trói, không ngờ Yến Xuân quay về tạ tội với Văn Tam và ban thờ Văn Nhị, sau đấy đâm dao tự sát.
- Phần 3:

Nàng Nhạn trốn vào rừng, sống đời sơn nữ bình dị với suối trong và nhịp chày giã gạo. Dù thất thế, nhưng Ma Vạn Thắng vẫn đủ tài lực dựng lại cơ đồ. Y sai Mùn Sẩu sang châu Ngân Bình đầu độc Hà Văn Tam, vì biết ông là người "mưu sâu kế hiểm" nhất trong các đấu thủ. Trong hội thi nhằm chọn ra tráng đinh phục vụ dưới trướng Ma Vạn Thắng, con Ké So cũng dự thi nhưng liều mạng định giết họ Ma trả thù cho cha. Tuyết Hận liền xông ra đỡ đường gươm cho Ma thủ lĩnh. Vạn Thắng tưởng đã yên, nào ngờ Tuyết Hận tuốt gươm chém nát mặt y để trả thù cho cha chàng.
Phim kết thúc với cảnh Nhạn bần thần ngồi bên linh cữu cha, còn Tuyết Hận dong ngựa ra đi.

## Kĩ thuật
Phim được quay chủ yếu tại Tuyên Quang mùa hè năm 1991.

### Sản xuất
- Bí thư: Anh Hoa
- Thiết kế: Hoàng Chí Long, Vũ Huy
- Hòa âm: Bành Hải
- Dựng phim: Anh Hoa
- Hóa trang: Nguyễn Văn Sáu
- Phục trang: Nguyễn Phương Thảo
- Kĩ xảo: Thế Long, Đinh Thành
- Phối sáng: Trần Văn Hòa
- Dựng cảnh: Phạm Đức Mạnh
- Đạo cụ: Nguyễn Văn Sinh
- Võ thuật: Vũ Huy Hùng

### Diễn xuất
- Thu Hà... Nhạn (giọng Minh Hằng)
- Đường Minh Giang... Tuyết Hận (giọng Anh Huy)
- NSND Hoàng Cúc... Yến Xuân
- Trọng Phan... Ma Vạn Thắng (giọng Đức Trung)
- Đoàn Dũng[4]... Hà Văn Tam
- Đào Mộng Long... Thầy mo Ké So
- Kim Hoàn... Mùn Sẩu (giọng Hoàng Dũng)
- Chu Hùng... Tùy tướng họ Hoàng (giọng Trung Anh)
- Trần Nhượng... Hà Tựu Nghĩa
- Nguyễn Cường... Con Ké So
- Lê Công Bình... Em Ma Vạn Thắng
- Trịnh Mai... Chủ quán thắng cố

## Nhạc nền
- Ca khúc chủ đề: Như khèn có đôi[5]
Soạn: An Thuyên
Ca: Đức Chính

| Khèn có đôi ta như tiếng khèn có đôi Tiếng hát có đôi ngọt ngào ngọt ngào chiều buông Ngọn lửa ngọn lửa vừa mới nhen đã bập bùng tình yêu Ánh mắt ánh mắt vừa mới trao Tình yêu đã cháy dẫu rồi xa lìa suốt đời tìm nhau Thác ghềnh thác ghềnh mãi còn yêu nhau Tình đầu tình đầu mộng mơ Xa nhau xa nhau đừng quên nhau hỡi người |

## Liên kết
- Điện ảnh Việt từng có những cuộc chấn hưng kém hiệu quả
- Chấn hưng điện ảnh Việt Nam: Chỉ là giấc mơ ?